# Приморський Долаць
Приморський Долаць (хорв. Primorski Dolac) — населений пункт і громада в Сплітсько-Далматинській жупанії Хорватії.

## Населення
Населення громади за даними перепису 2011 року становило 770 осіб, 3 з яких назвали рідною українську мову.
Динаміка чисельності населення громади:

## Клімат
Середня річна температура становить 13,95 °C, середня максимальна – 29,17 °C, а середня мінімальна – -0,41 °C. Середня річна кількість опадів – 792 мм.
| Клімат поселення                              | Клімат поселення | Клімат поселення | Клімат поселення | Клімат поселення | Клімат поселення | Клімат поселення | Клімат поселення | Клімат поселення | Клімат поселення | Клімат поселення | Клімат поселення | Клімат поселення | Клімат поселення |
| Показник                                      | Січ.             | Лют.             | Бер.             | Квіт.            | Трав.            | Черв.            | Лип.             | Серп.            | Вер.             | Жовт.            | Лист.            | Груд.            |                  |
| Середній максимум, °C                         | 9,38             | 10,51            | 13,67            | 17,26            | 22,16            | 26,14            | 29,17            | 28,86            | 24,04            | 19,26            | 13,75            | 10,45            |                  |
| Середня температура, °C                       | 4,49             | 5,61             | 8,78             | 12,36            | 17,28            | 21,23            | 24,52            | 24,20            | 19,38            | 14,61            | 9,11             | 5,80             |                  |
| Середній мінімум, °C                          | −0,41            | 0,72             | 3,88             | 7,46             | 12,37            | 16,34            | 19,86            | 19,55            | 14,73            | 9,96             | 4,44             | 1,15             |                  |
| Норма опадів, мм                              | 69               | 60               | 66               | 70               | 55               | 53               | 32               | 47               | 73               | 84               | 99               | 84               |                  |
| Середньомісячна швидкість вітру, м/с          | 2.62             | 2.84             | 2.98             | 2.85             | 2.52             | 2.27             | 2.28             | 2.15             | 2.36             | 2.44             | 2.96             | 2.89             |                  |
| Середньомісячна сонячна радіація, кДж/м²·день | 5446             | 8213             | 11873            | 16402            | 20388            | 22905            | 24337            | 21428            | 16010            | 10396            | 5871             | 4620             |                  |
| --------------------------------------------- | ---------------- | ---------------- | ---------------- | ---------------- | ---------------- | ---------------- | ---------------- | ---------------- | ---------------- | ---------------- | ---------------- | ---------------- | ---------------- |
| Джерело:                                      |                  |                  |                  |                  |                  |                  |                  |                  |                  |                  |                  |                  |                  |